# Cardinale (canonico)
Il titolo di cardinale era una dignità di alcuni capitoli cattedrali. Papa Pio V il 17 febbraio 1567 proibì di dare il titolo di cardinale ai canonici, riservandolo ai cardinali di Santa Romana Chiesa, tuttavia a Santiago di Compostela il titolo restò in uso fino al 15 settembre 1847, data in cui morì l'ultimo cardinale.

## Diffusione
Il titolo di canonico cardinale era previsto nella diocesi di Aquisgrana, in quella di Colonia, in altre diocesi in Germania e in Italia, e in Spagna nell'arcidiocesi di Santiago di Compostela e nella diocesi di Orense.
A Santiago di Compostela l'arcivescovo Gelmírez ricevette nel 1102 una bolla di papa Pasquale II, nella quale il papa lo esortava a costituire cardinali presbiteri o diaconi che lo potessero coadiuvare nel ministero episcopale. Nel 1109 ricevette un'altra bolla in cui lo stesso papa lodava l'avvenuta creazione di sette cardinali a imitazione dei cardinalati romani. Il primo di questi cardinali aveva il titolo di cardinale maggiore, officiava nella cappella del Salvatore della cattedrale compostellana e aveva funzioni di penitenziere: a lui spettava lo speciale incarico di munire i pellegrini del cammino di Santiago della compostela. Originariamente i cardinali non erano canonici, ma nella pratica il titolo fu sempre conferito a canonici, finché nel primo quarto del XIV secolo l'arcivescovo Berengario di Landorra unì alle scarse rendite dei cardinalati quelle di corrispondenti canonicati. I cardinali ebbero come aiutanti dei rettori, a cui successivamente fu demandata la cura spirituale dei fedeli della città di Santiago. Secondo i termini del concordato del 1753, la nomina dei rettori spettava ai rispettivi cardinali se la carica era divenuta vacante nei mesi di marzo, giugno, settembre o dicembre; negli altri mesi spettava al re. Dopo la Prima guerra carlista (1833-1840) non furono più nominati cardinali.
Orense ebbe otto canonici cardinali a partire dal XIII secolo.